# Guarujá (escola de samba)
GRCES Guarujá é uma das escolas de samba mais antigas de Guarujá, São Paulo. A escola foi uma das melhores da epóca. Em 2009, foi quarta colocada do Grupo Especial.
Estreou no  Carnaval de Santos em 1996, sendo campeã do grupo 2, passando ao primeiro grupo, com o enredo Alquibier. Em 1997 ficou em 5° lugar do grupo 1, com o enredo "Dragão Beleza".
Em 2010, homenageou em seu carnaval a torcida Gaviões da Fiel, com enfoque em suas conquistas enquanto bloco carnavalesco, e posteriormente, como escola de samba.
Em 2011 a Guarujá trouxe uma reedição com o enredo Alquibier, ficando novamente na quarta colocação.
No dia 1º de fevereiro, a escola completou 43 anos de fundação. Em 1976, o professor Waldir, filho de dona Ilza de Assis, contou à mãe a vontade que tinha de fundar uma escola de samba. Apesar de achar que não teria futuro, dona Ilza apoiou Waldir para que ele fundasse a escola, que é hoje uma das mais tradicionais da Cidade. A escola ganhou cinco títulos nos desfiles do Município e se consagrou campeã no Grupo de Acesso do Carnaval Metropolitano de Santos competindo com Cubatão, São Vicente, Santos e Praia Grande.
Em 2012 a escola da prainha fará uma homenagem ao Professor Júnior de Educação Física, que também é um grande sambista, responsável, pela comissão de frente e de alas de passo marcado, mas a chuva que caiu forte durante a madrugada e acabou atrasando os desfiles, por causa de problemas de som e equipamentos, a escola estava marcada para entrar as 04:00, mas somente entrou às 08:00, muitos componentes foram embora e não desfilaram, a chuva também danificou a maior parte das alegorias, mas mesmo assim a escola de desfilou com garra, mas acabou perdendo 18 Pontos justamente por falta de componentes, a escola acabou ficando na última colocação, sendo rebaixada ao Grupo de Acesso.

## Segmentos

### Presidentes
| Nome                  | Mandato        | Ref.  |
| --------------------- | -------------- | ----- |
| Domingos Sérgio Amaro | ? - atualidade | [ 4 ] |

### Diretores
| Ano  | Diretor de Carnaval | Diretor geral de harmonia | Mestre de bateria | Ref.  |
| ---- | ------------------- | ------------------------- | ----------------- | ----- |
| 2015 |                     |                           | Hangelo Reis      | [ 4 ] |
| 2016 |                     |                           |                   |       |

### Coreógrafo
| Ano  | Nome     | Ref.  |
| ---- | -------- | ----- |
| 2015 | Jocelino | [ 4 ] |
| 2016 |          |       |

### Casal de Mestre-sala e Porta-bandeira
| Ano  | Nome                                                      | Ref.  |
| ---- | --------------------------------------------------------- | ----- |
| 2015 | Jorginho e Geovana (1º casal) Lincoln e Kauani (2º casal) | [ 4 ] |
| 2016 |                                                           |       |

### Rainhas de bateria
| Período | Rainha | Musa     | Princesa | Ref.  |
| ------- | ------ | -------- | -------- | ----- |
| 2015    | Dani   | Fernanda | Juliene  | [ 4 ] |
| 2016    |        |          |          |       |

## Carnavais
| Ano  | Colocação        | Grupo          | Enredo | Carnavalesco | Intérprete | Ref         |
| ---- | ---------------- | -------------- | --- | --- | ---------- | ----------- |
| 1976 |                  | 1 Guarujá      | Caramuru | |            |             |
| 1977 |                  | 1 Guarujá      | Guarujá sol e Mar | |            |             |
| 1978 | campeã           | 1 Guarujá      | Ritmos e danças folclóricas da Ilha do Sol | |            |             |
| 1979 |                  | 1 Guarujá      | Eternos Namorados | |            |             |
| 1980 |                  | 1 Guarujá      | A deusa de Oyá | |            |             |
| 1981 |                  | 1 Guarujá      | Primavera | |            |             |
| 1982 |                  | 1 Guarujá      | Adoniran Barbosa | |            |             |
| 1983 |                  | 1 Guarujá      | EXALTAÇĂO AO SAMBA | |            |             |
| 1984 | 3o.              | 1 Guarujá      | Jeitinho brasileiro | |            |             |
| 1985 | 3o.              | 1 Guarujá      | DONA QUITUTE COM SEU CARDÁPIO PAULISTA | |            |             |
| 1986 |                  | 1 Guarujá      | DEZ ANOS DE ALEGRIA E GARRA | |            |             |
| 1987 | ÚNICA A DESFILAR | 1 Guarujá      | SUPERTIÇÃO | |            |             |
| 1988 | Campeã           | 1 Guarujá      | SOL, VIDA, BRILHO E CALOR | |            |             |
| 1990 | 5o.              | 1 Guarujá      | | |            |             |
| 1991 | 2o.              | 1 Guarujá      | SUA MAJESTADE O CARNAVAL, FESTA DO POVO | |            |             |
| 1992 |                  | 1 Guarujá      | Herança Africana | |            |             |
| 1993 | 2o.              | 1 Guarujá      | O CANTO DAS RAÇAS: ÍNDIO, NEGRO E BRANCO | |            |             |
| 1994 | 2o.              | 1 Guarujá      | Um dia de verão no Guarujá | |            |             |
| 1995 | Campeã           | 1 Guarujá      | Eu gosto! Você gosta? | |            |             |
| 1996 | Campeã           | Grupo 2 Santos | Alquibier | |            |             |
| 1997 | 5o.              | Grupo 1 Santos | Dragão Beleza | |            |             |
| 2008 | 4o.              | Especial       | Coisas do Coração | |            |             |
| 2009 | 4º lugar         | Especial       | | |            |             |
| 2010 | 4º lugar         | Especial       | Sou Guarujá com amor, sou gavião, sou fiel e torcedor | |            |             |
| 2011 | 4°Lugar          | Especial       | Alquibier | |            |             |
| 2012 | 6° Lugar         | Especial       | Minha Vida é um palco iluminado Professor Júnior tem história pra mostrar!                                                                                             | |            |             |
| 2013 | CAMPEÃ           | Acesso         | Já vi esse filme | Vânia Costa |            |             |
| 2014 | 5o.              | Especial       | Sou filho desta terra, sou dono desse chão | |            |             |
| 2015 | 3º lugar         | Especial       | Axé pra Guarujá que vem cultuando os doze Orixás Compositores:Fabio Afoxé, Leandro Paçoca, Osvaldo Da Areia, Ceno do Cavaco, Matheus Bianck, Marcelinho e Léo Mocidade | Vânia Costa Comissão: Carlos, Serginho Guarujá, Maurício, Helena Brasil, Roseli, Emanuel, José Almeida e Luizinho | Orlando    | [ 5 ] [ 4 ] |